# Сетто, Мауро
Мауро Хесус Дарио Сетто (исп. Mauro Darío Jesús Cetto; род. 14 апреля 1982[…], Росарио, Санта-Фе) — аргентинский футболист, защитник известный по выступлениям за клубы «Тулуза» и «Сан-Лоренсо».

## Клубная карьера
Сетто начал карьеру в клубе «Росарио Сентраль» из своего родного города. В 2000 году он дебютировал в аргентинской Примере. После удачного молодёжного чемпионата мира Мауро перешёл во французский «Нант», выступающий в Лиге 1. В 2004 году Сетто помог команде выйти в финал Кубка Франции. В 2007 году Мауро на правах аренды перешёл в «Тулузу». 11 августа в матче против «Лиона» он дебютировал за новую клуб. По окончании сезона руководство команды выкупило трансфер Сетто за 1,3 млн евро. 6 декабря в 2008 года в поединке против «Лилля» он забил свой первый гол за «Тулузу».
Летом 2011 года Сетто перешёл в итальянский «Палермо». 23 октября в матче против «Ромы» он дебютировал в Серии А. В Италии Мауро провёл полгода после чего вернулся во Францию, где на правах аренды стал футболистом «Лилля». 18 февраля 2012 года в поединке против «Лорьяна» он дебютировал за новый клуб. Летом Сетто вернулся в «Палермо», но не смог выиграть конкуренцию и зимой покинул команду.
В начале 2013 года Мауро подписал контракт с «Сан-Лоренсо». 16 февраля в матче против «Бельграно» он дебютировал за новую команду. 3 марта в поединке против «Ривер Плейт» Сетто забил свой первый гол за клуб. В 2014 году Мауро стал чемпионом Аргентины, а также выиграл Кубок Либертадорес. В начале 2016 года Сетто вернулся «Росарио Сентраль». Летом 2017 года он завершил карьеру игрока и остался в клубе на должности спортивного директора.

## Международная карьера
В 2001 году в составе молодёжно сборной Аргентины Сетто стал победителем домашнего молодёжного Чемпионата мира.

## Достижения
«Сан-Лоренсо»
- Чемпион Аргентины: Инисиаль 2013/2014
- Обладатель Кубка Либертадорес: 2014

Аргентина (до 20)
- Победитель чемпионата мира среди молодёжных команд: 2001